# لا مادرا (نیومکزیکو)
لا مادرا (به انگلیسی: La Madera) یک منطقهٔ مسکونی در ایالات متحده آمریکا است که در نیومکزیکو واقع شده‌است. لا مادرا ۱۵۴ نفر جمعیت دارد و ۱٬۹۹۰٫۹۸ متر بالاتر از سطح دریا واقع شده‌است.